# Осаја (Арецо)
Осаја је насеље у Италији у округу Арецо, региону Тоскана.
Према процени из 2011. у насељу је живело 225 становника. Насеље се налази на надморској висини од 283 м.